# Кизилбастау
Кизилбаста́у (каз. Қызылбастау) — село у складі Тюлькубаського району Туркестанської області Казахстану. Входить до складу Машатського сільського округу.
Населення — 348 осіб (2021; 391 у 2009, 368 у 1999, 349 у 1989).